# Bucolo (figlio di Colono)
Nella mitologia greca,  Bucolo  era il nome di diversi personaggi di cui si racconta nel mito, fra cui uno dei figli di Colono di Tanagra.

## Il mito
Bucolo uccise insieme ai suoi fratelli Eunosto per colpa della loro sorella Ocna. La sorella non riuscendo ad ottenere l'amore del ragazzo si inventò che da lui fosse stata maltrattata e lamentandosi con i suoi parenti ottenne l'omicidio dell'amato. Bucolo fu catturato dal padre del morto, Elieo e lo cacciò insieme agli altri che commisero il misfatto.
Bucolo significa bovaro.

### Fonti
- Plutarco, Qu. Graec 40

### Moderna
- Anna Ferrari, Dizionario di mitologia, Litopres, UTET, 2006, ISBN 88-02-07481-X.